# Le Triomphant (1994)
Le Triomphant (S616) – francuski okręt podwodny z napędem atomowym, przenoszący pociski balistyczne. Był pierwszym okrętem typu Le Triomphant, którego koncepcja i wyposażenie zostały opracowane jeszcze w czasach zimnej wojny. 

## Historia
Cięcie pierwszych blach przeznaczonych na budowę okrętu miało miejsce w październiku 1986 roku.
Stępkę pod „Le Triomphant” położono w stoczni DCN w Cherbourgu 9 czerwca 1989 roku. Powstawał jako pierwsza jednostka z serii, która miała zastąpić okręty typu Le Redoutable. W czasie budowy zimna wojna dobiegła końca, czego konsekwencją było ograniczenie środków na jej dokończenie. Okręt wodowano 26 marca 1994 roku. Program testów morskich obejmował m.in. odpalenie pocisku balistycznego w lutym 1995 roku. Wejście do służby nastąpiło 21 marca 1997 roku . Przeciągająca się budowa prowadziła do eskalacji kosztów, które ostatecznie wyniosły ponad 4 mld euro.
W nocy z 3 na 4 lutego 2009 roku doszło do kolizji pomiędzy „Le Triomphant” a brytyjskim okrętem podwodnym HMS „Vanguard”. Okręt francuski z uszkodzoną częścią dziobową zdołał w zanurzeniu dopłynąć do portu w Breście .